# Genuine (レコードレーベル)
終活レーベル ジェヌイン（Genuine）は、日本のピアニスト、作曲家、編曲家である宮城純子が2020年に設立したレコードレーベル。

## アーティスト・作品
渡嘉敷祐一
- Chord Less Night(2020年12月10日)
- ジャズ研部長　渡嘉敷祐一(2021年1月8日)

小池修
- Singing Sax Song!(2020年12月10日)

笹路正徳
- School Boy Crush(2021年1月8日)